# CHAdeMO

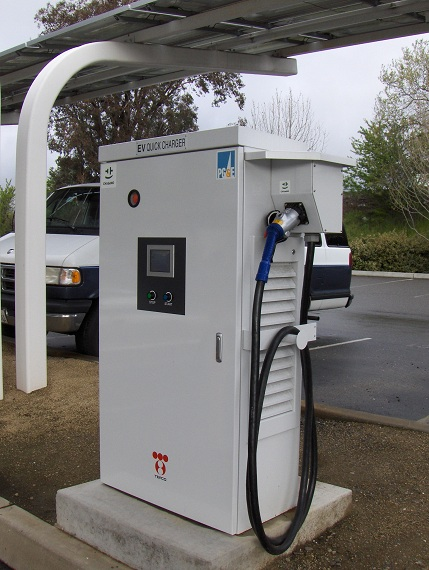
Nabíjecí stanice v systému CHAdeMO

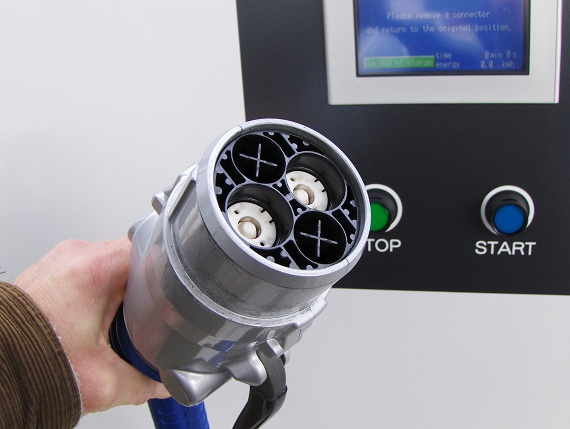
Koncovka (vidlice) systému CHAdeMO

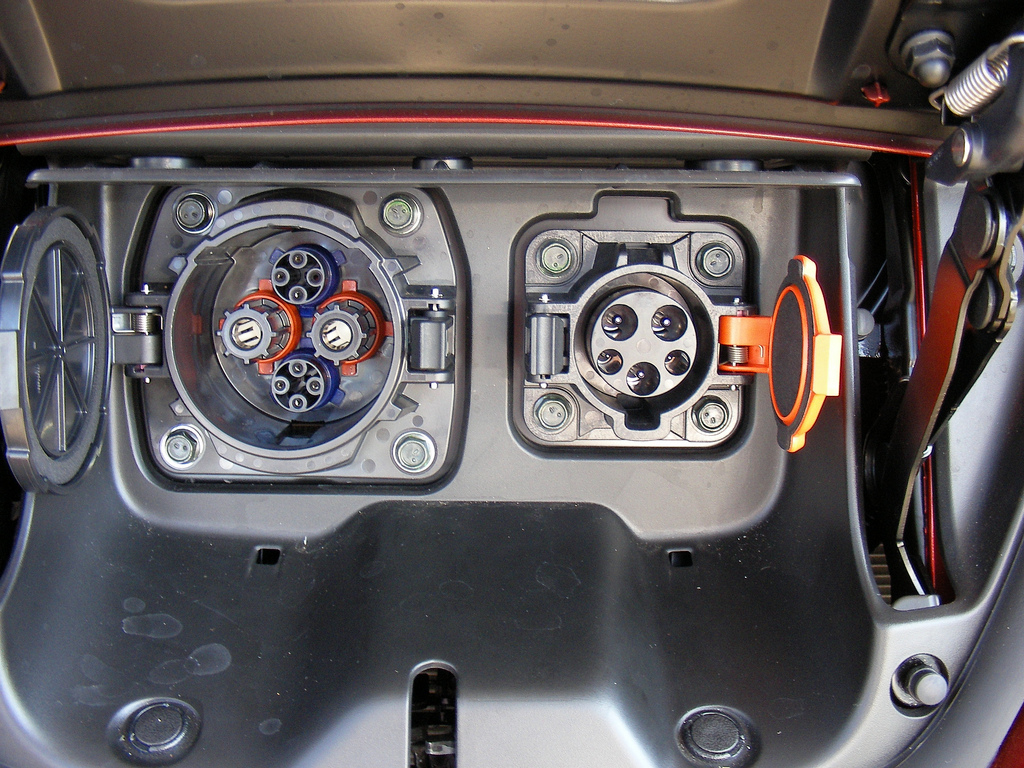
Přípojné místo u automobilu Nissan LEAF. Vlevo konektor dle standardu CHAdeMO, konektor vpravo pro standard SAE-J1772.

CHAdeMO je obchodní jméno elektrického rozhraní systému správy baterií pro elektromobily. Přes toto rozhraní vyvinuté v Japonsku lze dobíjet akumulátory elektrických vozidel stejnosměrným proudem příkonem až 62,5 kW.

## Význam pojmenování
CHAdeMO je zkratka výrazu "CHArge de MOve" nebo také "Charge for moving"; nabít pro pohyb. Může také být odvozeno od japonské fráze: お茶でもいかがですか O ča demo ikaga desuka,  což ve volném překladu má znamenat „Nedáte si šálek čaje?“ Přeneseně má název vystihovat, že elektromobil s prázdnými bateriemi dobijete během 15 až 30 minut na 80 % kapacity. 

## Konsorcium
Členy konsorcia, které vyhlásilo zavedení standardu CHAdeMO 15. března 2010, jsou firmy TEPCO (The Tokyo Electric Power Company); Nissan; Mitsubishi a Fuji Heavy Industries (výrobce vozidel značky Subaru). Později se připojila firma Toyota.

## Funkce
Při využití CHAdeMO protokolu se propojuje systém správy baterie elektromobilu s počítačem rychlonabíjecí stanice do master-slave systému. Systém v elektromobilu (Master) hlásí do nabíjecí stanice (Slave):
- aktuální stav nabití akumulátoru
- stejnosměrné napětí a maximální proud, kterým je možno nabíjet. Napětí se pohybuje v rozsahu 300 až 600 V, proud ve stovkách ampérů.
- napětí, teplotu a ostatní parametry akumulátoru

Nabíjecí stanice následně přizpůsobí nabíjecí hodnoty předaným parametrům akumulátoru. Parametry nabíjení jsou řízeny tak, aby dobíjení proběhlo rychle a úspěšně.

## Kompatibilita
Protokol CHAdeMO je kompatibilní s japonskými vidlicemi (konektory) energetické firmy TEPCO, může být používán s vidlicemi podle evropských standardů (Mennekes) nebo s vidlicemi podle norem používaných v USA. Japonské elektromobily jako Nissan Leaf nebo Mitsubishi i-MEV jsou pro nabíjení podle tohoto protokolu vybaveny již od výrobce.